# Cammille Adams
Cammile Adams (Houston, 11 settembre 1991) è un'ex nuotatrice statunitense.

## Palmarès
- Mondiali

Kazan 2015: argento nei 200m farfalla.
- Giochi PanPacifici

Gold Coast 2014: oro nei 200m farfalla.